# 日本愛樂交響樂團

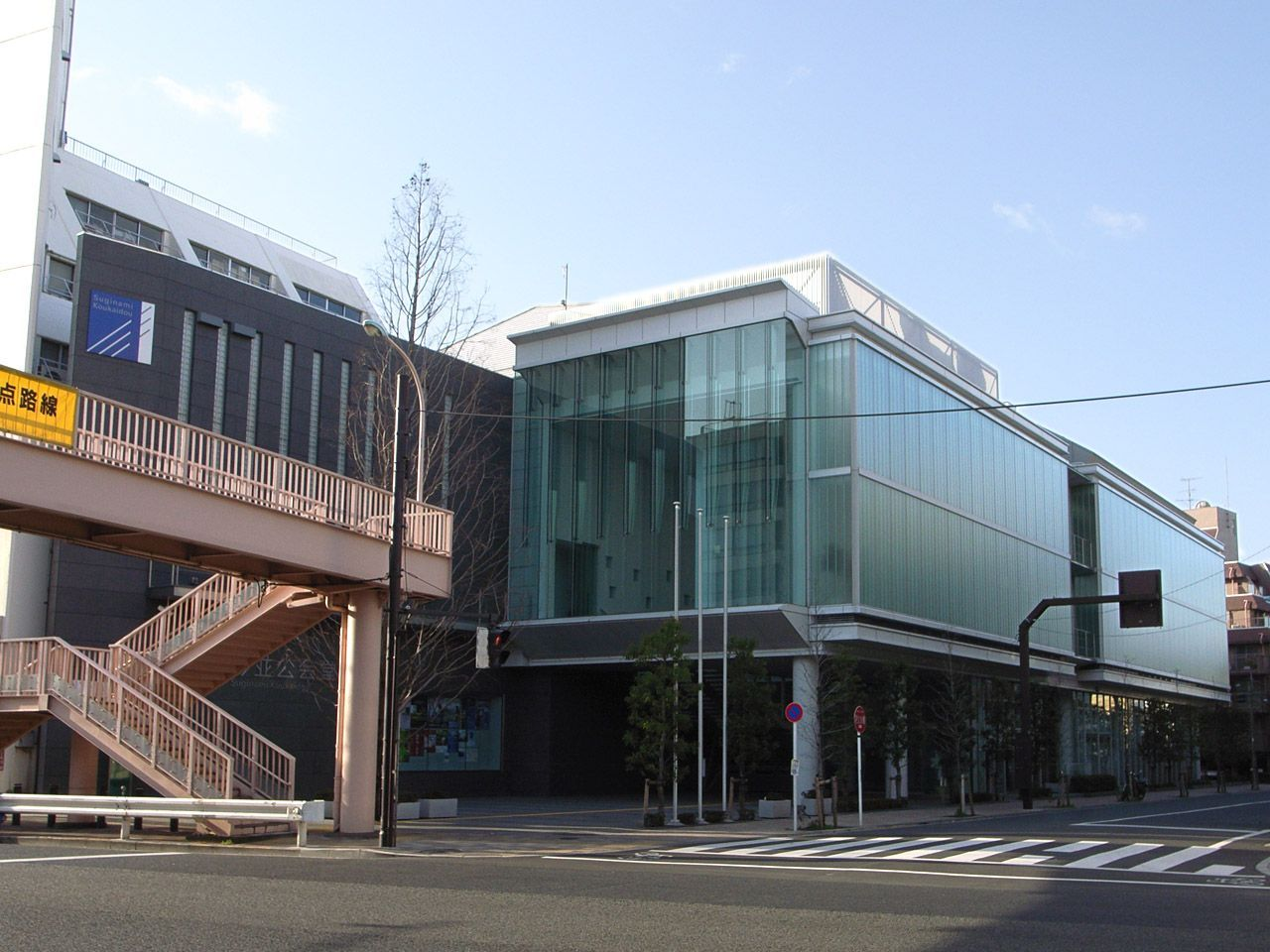
杉並公會堂

日本愛樂交響樂團（日语：日本フィルハーモニー交響楽団）是日本的一家管弦樂團，1956年6月22日成立，日本管弦乐团联盟会员。自2013年開始，由於財政問題，日本愛樂交響樂團改制為公益財團法人。

## 简介
1956年6月22日成立，為文化放送專屬樂團。1985年改为財團法人身份自主运营，以“与市民一同前进的管弦乐团”、“人・音乐・自然”为主旨，在东京都及周边地区，每年进行160余场演出活动。2012年起财务状况恶化，无力抵债。2013年成功募款300万日元后改制为公益財團法人。

## 历任常任指挥
- 渡边晓雄
- 小泽征尔
- 小林研一郎
- Alexander Lazarev
- Pietari Inkinen

## 外部連結
- 官方网站